# Призрачный патруль
«Призрачный патруль» (англ. R.I.P.D., акроним англ. Rest In Peace Department — рус. «Департамент „Покойся с миром“») — фантастическая комедия режиссёра Роберта Швентке по мотивам одноимённого комикса издательства Dark Horse Comics за авторством Питера М. Ленкова. Премьера в США состоялась 19 июля 2013 года, в России — 18 июля 2013.
Фильм получил разгромную критику и провалился в прокате, собрав 33,5 миллиона долларов в США и 37,1 миллиона в международном прокате — в сумме 70,6 миллиона при бюджете в 130 миллионов долларов.

## Сюжет
Ник Уокер — «честный коп», однажды во время полицейской облавы завладевший крупной партией золота от распиленной статуи. Договорившись со своим напарником, Бобби Хейсом, он тайно забирает свою долю улик, которую планировал позже сбыть. Однако после разговора со своей женой, Джулией, Ник начинает сомневаться в правильности своего поступка. Утром Ник предупреждает Бобби, что сдаст свою половину золота как вещественные доказательства, но о доле Бобби умолчит в знак дружбы.
В тот же день начинается полицейская облава на ещё одного наркодилера. Отделившись от основной группы захвата, Ник бежит за преступником, но натыкается на Бобби, который расстреливает Ника в упор, и падает с высоты 3-го этажа.
Ник умирает, и его затягивает на Тот Свет, где он сталкивается лицом к лицу с Милдред Проктор — повелительницей Чистилища, стилизованного под полицейское управление. Проктор сообщает Нику, что хищение золота является грехом, несмотря даже на раскаяние Ника вместе с намерением сдать его властям, а значит на Страшном cуде шансы у Ника попасть в Ад очень велики. Единственный выход для него смягчить решение cуда заключается в службе «Призрачным Патрульным» — потусторонним полицейским, отлавливающим в мире живых задержавшиеся души покойников (так называемых «дохляков»), так как их присутствие сопровождается разложением мира живых и вытекающими оттуда катастрофами. С учётом раннего опыта работы полицейским, Ника, минуя стадию стажировки, приписывают к одному из опытнейших оперативников департамента — Ройсифусу Пулсиферу, офицеру времён Гражданской войны в США, бывшему федеральному маршалу с Дикого Запада.
Вернувшись в родной Бостон вместе с Роем, Ник узнаёт, что на время пребывания в мире смертных каждый оперативник вынужден носить случайно подобранную личину, из-за чего на собственных похоронах ему не удаётся поговорить ни со своей женой, ни со своим предателем-напарником (все видят его как пожилого азиата). Рой решает протестировать Ника, доверив ему арест его первого дохляка. Несмотря на провальный результат (по мнению напарника), Ник получает от мертвеца кусок такого же золота, каким он завладел незадолго до смерти. Но чтобы узнать об этой находке поподробнее, Рой решает отнести золото на пробу своему информатору — Эллиоту. Последний утверждает, что это золото является обычным, но Ник понимает, что информатор врёт, а потому, в качестве следственного эксперимента, оставляет находку у Эллиота.
Наблюдая за информатором, Ник и Рой становятся свидетелями того, как Эллиот передаёт их улику получателю через посредника, которым оказывается не кто иной, как Бобби. Проследив за бывшим напарником до своего прежнего дома, Ник наблюдает за тем, как Бобби находит его тайник с краденной долей, чем очерняет доброе имя Ника перед Джулией. Впоследствии патрульные тайно продолжают следить за Бобби вплоть до передачи золота его получателю — дохляку с фамилией Пуласки. Чтобы не даться патрульным живьём, Пуласки разоблачает свой истинный облик огромного толстяка и сбегает, поставив на уши весь деловой район Бостона. Несмотря на неудачу с задержанием, напарникам удаётся завладеть кейсом с краденным золотом.
Из-за того, что Чистилище может быть вот-вот разоблачено смертными, Ника и Роя приговаривают к «стиранию» на следующие сутки, но до тех пор позволяют им оставаться на свободе. Тем не менее, Проктор доносит до напарников, что, несмотря на их отстранение, их дело всё же получает ход, так как куски того золота были опознаны как части Иерихонского Столпа — ритуального монумента, с помощью которого можно обратить поток душ умерших, призвав их из загробного мира, что приравнивается к Концу света. Ник пытается ещё раз поговорить со своей женой, но ничего не выходит, хотя Джулия начинает догадываться, что тот странный старик — это Ник, вернувшийся с Того Света. Рой отчитывает Ника за то, что он пустил дело и его посмертную жизнь под откос только потому, что до сих пор не свыкся со своей смертью, на что Ник ему в ответ остроумно нагрубил. Однако напарники довольно быстро мирятся, а заодно и приходят к выводу, что если Бобби вёл дела с дохляком, то он и сам, скорее всего, тоже живой мертвец.
Устроив облаву на Бобби, Ник заставляет его снять оберег, скрывающий его ауру разложения, из-за чего становится ясно, что по меркам живых мертвецов Бобби довольно старый (его аура заставляет развалиться целый дом). Бобби доставляют в Чистилище, а изъятое у него золото сдают в хранилище вещественных доказательств. Однако довольно скоро выясняется, что поимка была частью плана Бобби: с помощью самодельной реликвии дохляки обезвреживают всех оперативников и похищают все элементы Столпа, что находились в хранилище. Тем временем подручные Бобби похищают Джулию из дома.
Преследуя нежить, оперативники врываются в мир смертных, который уже начал разрушаться за счёт разломов, возникающих по мере готовности Столпа. Прорываясь к месту сборки артефакта, Ник и Рой отправляют на тот свет немало дохляков, в том числе и Пуласки. Ворвавшись на крышу здания, где уже стоит законченный Столп, Ник видит, как Бобби, открывший свой истинный лик разложившегося «дохляка», тяжело ранит Джулию — её кровь необходима для активации артефакта. Ник вступает в рукопашную с Бобби, пока Рой рушит Столп, сбрасывая на него бульдозер. Поток душ восстанавливает своё направление, а Ник добивает Бобби и прощается с Джулией, которая наконец видит его в настоящем облике.
В конце страшный суд всё же решает сохранить жизнь Джулии, однако Ник за самовольные действия всё же получает выговор, а Роя наказывают на ещё 53 года службы в Патруле. В качестве «благодарности» за всё Рой отдаёт Нику удостоверение на новый аватар в мире смертных, которым, к неудовольствию Ника, оказывается девочка-скаут.

## В ролях
| Актёр                  | Роль                                                  |
| ---------------------- | ----------------------------------------------------- |
| Джефф Бриджес          | Ройсифус Палсифер                                     |
| Райан Рейнольдс        | Ник Уокер                                             |
| Кевин Бэйкон           | Бобби Хейс, напарник Ника при жизни, вожак «дохляков» |
| Мэри-Луиз Паркер       | Милдред Проктор, глава R.I.P.D.                       |
| Стефани Шостак         | Джулия Уокер, жена Ника                               |
| Джеймс Хонг            | дедушка Джерри Чен, аватар Ника                       |
| Мариса Миллер          | Опал Павленко, аватар Роя                             |
| Роберт Неппер          | Стэнли Новицки                                        |
| Майк О’Мэлли           | Эллиот                                                |
| Девин Рэтрей           | Пуласки                                               |
| Пайпер МакКензи Харрис | девочка-скаут, новый аватар Ника                      |
| Тоби Хасс              | «дохляки» (озвучивание)                               |
| Мэтт Макколм           | полицейский                                           |

## Съёмки
- На роль Роя Палсифера рассматривался Зак Галифианакис[8]. На роль Проктор рассматривалась Джоди Фостер[9].
- Номер машины Роя и Ника — 314159, что является приближенным значением числа Пи, также число Пи написано на личном деле Ника во время знакомства с Проктор.
- Сцены допросов «дохляков» являются отсылкой к аналогичным сценам допросов по выявлению андроидов в романе Филипа Дика «Мечтают ли андроиды об электроовцах?».[источник не указан 3367 дней]

## Отзывы
Фильм получил негативные отзывы кинокритиков. На Rotten Tomatoes средний рейтинг составляет 12 %. На Metacritic — 25%.
Зрители неоднозначно приняли фильм — на IMDb рейтинг картины составляет 5,4 балла из 10. CinemaScore — фирма, занимающаяся исследованием рынка, — проводила опрос зрителей на выходе из кинотеатра в течение открывающего уик-энда. Так, средняя оценка кинозрителей была «три с плюсом» по пятибалльной шкале.

## Приквел
Приквел «Призрачный патруль 2: Восстание проклятых» вышел сразу на DVD и Blu-ray 15 ноября 2022 года. Роль шерифа Роя Палсифера вместо Джеффа Бриджеса исполнил Джеффри Донован.